# Eduard Bähler
Eduard Bähler (* 14. Juni 1870 in Biel; † 26. Mai 1925 in Gampelen) war ein reformierter Theologe aus der Schweiz.

## Leben
Eduard Bähler war ein Sohn des Politikers Eduard Bähler und der Johanna Sophie Bähler geb. Chaillet.
1895 wurde er Pfarrer in Thierachern und 1914 in Gampelen, wo er auch für die Seelsorge in den Strafanstalten Witzwil und St. Johannsen zuständig war. 1912 wurde er zum ausserordentlichen Professor für Kirchengeschichte an der Universität Bern.
Seine Forschungsschwerpunkte waren die Reformation in Bern und der Westschweiz sowie die Geschichte der hugenottischen Glaubensflüchtlinge.
1912 erhielt Bähler eine Ehrenpromotion der Universität Lausanne. Sein Nachlass wird in der Burgerbibliothek Bern aufbewahrt.
Nach Kurt Guggisberg schien Bähler «mit dem absoluten historischen Gewissen begabt zu sein, das es wohl ebenso gut geben kann wie das absolute Musikgehör».

## Schriften
- Erlebnisse und Wirksamkeit des Predigers Johann Haller in Augsburg zur Zeit des schmalkaldischen Krieges. In: Zeitschrift für Schweizerische Geschichte, Jg. 2 (1922), H. 1, S. 1–69, doi:10.5169/seals-65848
- Kulturbilder aus der Refugientenzeit in Bern (1685–1699), Bern 1908
- Jean Le Comte de la Croix, réformateur à Grandson. Contribution à l’histoire de la Réformation dans la Suisse romande, Lausanne 1912
- Nikolaus Zurkinden von Bern 1506–1588. Ein Vertreter der Toleranz im Jahrhundert der Reformation, Zürich 1912